# Hebron Estates (Kentucky)
Pour les articles homonymes, voir Hebron Estates.
Hebron Estates est une ville américaine située dans le comté de Bullitt, dans le Kentucky. Selon le recensement de 2020, sa population est de 1 014 habitants.